# Список президентів Гватемали

Штандарт президента Гватемали

Президент Гватемали — виборний голова держави і уряду Гватемали, обирається строком на чотири роки без права обиратись повторно. Посада Президента Республіки Гватемала була заснована 1839 року.

## Президенти
| Маріано Рівера Пас          | 1839–1842                         |
| Рафаель Каррера             | 4 грудня 1844 — 16 серпня 1848    |
| Рафаель Каррера             | 6 листопада 1851 — 14 квітня 1865 |
| Педро де Айсінена-і-Піньоль | 14 квітня 1865 — 24 травня 1865   |
| Вісенте Серна Сандоваль     | 24 травня 1865 — 29 червня 1871   |
| Мігель Гарсіа Гранадос      | 29 червня 1871 — 4 червня 1873    |
| Хусто Руфіно Барріос        | 4 червня 1873 — 2 квітня 1885     |
| Алехандро Сінібальді        | 2 квітня 1885 — 5 квітня 1885     |
| Мануель Барільяс            | 6 квітня 1885 — 15 березня 1892   |
| Хосе Рейна Барріос          | 15 березня 1892 — 8 лютого 1898   |
| Мануель Естрада Кабрера     | 8 лютого 1898 — 15 квітня 1920    |
| Карлос Еррера               | 15 квітня 1920 — 10 грудня 1921   |
| Хосе Марія Орельяна         | 10 грудня 1921 — 26 вересня 1926  |
| Ласаро Чакон Гонсалес       | 26 вересня 1926 — 2 січня 1931    |
| Хосе Марія Рейна Андраде    | 2 січня 1931 — 14 лютого 1931     |
| Хорхе Убіко                 | 14 лютого 1931 — 4 липня 1944     |
| Хуан Федеріко Понсе Вайдес  | 4 липня 1944 — 20 жовтня 1944     |

З 20 жовтня 1944 до 15 березня 1945 Гватемалою керувала революційна урядова хунта, до складу якої входили Франсіско Хав'єр Арана, Хакобо Арбенс і Хорхе Торельо Гаррідо.
| Хуан Хосе Аревало          | 15 березня 1945 — 15 березня 1951 |
| Хакобо Арбенс              | 15 березня 1951 — 27 червня 1954  |
| Карлос Енріке Діас-де-Леон | 27 червня 1954 — 28 червня 1954   |

З 29 червня до 8 липня 1954 країною керувала військова хунта Ельфего Монсона Агірре; до 26 липня 1957 хунту очолював Карлос Кастільйо Армас
| Луїс Артуро Гонсалес Лопес | 27 липня 1957 — 24 жовтня 1957 |

З 24 жовтня до 26 жовтня 1957 у Гватемалі правила військова хунта, на чолі з Оскаром Мендосою Асурдіа.
| Гільєрмо Флорес Авенданьо     | 27 жовтня 1957 — 2 березня 1958  |
| Мігель Ідігорас Фуентес       | 2 березня 1958 — 31 березня 1963 |
| Енріке Перальта Асурдіа       | 31 березня 1963 — 1 липня 1966   |
| Хуліо Сесар Мендес Монтенегро | 1 липня 1966 — 1 липня 1970      |
| Карлос Мануель Арана Осоріо   | 1 липня 1970 — 1 липня 1974      |
| Кхель Лаугеруд Гарсіа         | 1 липня 1974 — 1 липня 1978      |
| Фернандо Ромео Лукас Гарсія   | 1 липня 1978 — 23 березня 1982   |
| Ефраїн Ріос Монтт             | 23 березня 1982 — 8 серпня 1983  |
| Оскар Умберто Мехіа Вікторес  | 8 серпня 1983 — 14 січня 1986    |
| Вінісіо Сересо                | 14 січня 1986 — 14 січня 1991    |
| Хорхе Серрано Еліас           | 14 січня 1991 — 31 травня 1993   |
| Густаво Еспіна Салгеро        | 1 червня 1993 — 5 червня 1993    |
| Раміро де Леон Карпіо         | 6 червня 1993 — 14 січня 1996    |
| Альваро Арсу                  | 14 січня 1996 — 14 січня 2000    |
| Альфонсо Портільо             | 14 січня 2000 — 14 січня 2004    |
| Оскар Бергер                  | 14 січня 2004 — 14 січня 2008    |
| Альваро Колом                 | 14 січня 2008 — 14 січня 2012    |
| Отто Перес Моліна             | 14 січня 2012 — 3 вересня 2015   |
| Алехандро Мальдонадо          | 3 вересня 2015 — 14 січня 2016   |
| Джиммі Моралес                | 14 січня 2016 — 14 січня 2020    |
| Алехандро Джамматтеї          | 14 січня 2020 - 14 січня 2024    |
| Бернардо Аревало              | 14 січня 2024 - і нині           |